# Lista de termos de computação
Lista de termos de computação diretamente relacionadas ou empregues em computação. Não foram incluídas nem profissões, nem instituições, etc. mesmo se o termo computação aparecia na frase/expressão. Inclui também a origem de termos relacionados com os computadores. Estes termos têm a ver tanto com o software quanto com o hardware.
Muito da terminologia dos computadores, em especial no que se refere às aplicações, relaciona-se com a função que os objetos designados desempenham. Por exemplo, um compilador é uma aplicação que compila código de uma linguagem de programação em linguagem-máquina do computador. No entanto, existem outros termos cuja história parece indicar que têm menos a ver com a funcionalidade e que por isso são de valor etimológico. Este artigo fornece uma lista desses termos.

## A
- Adaptador (computação) — converte dados transmitidos de uma forma de apresentação para outra;
- Alfabeto (ciência da computação) — conjunto de símbolos, como letras ou dígitos;
- Análise sintática (computação) — (parsing) processo de analisar uma sequência de entradas para determinar sua estrutura gramatical;
- Atribuição (computação) — define ou re-define o valor armazenado no local de armazenamento indicado por um nome de variável;
- ABEND — este termo é a composição de abnormal end (terminação anormal de processos), e se refere a um defeito (falha de programa). É mais comumente associado com programas para sistemas de grande porte (mainframes), pois esta é a sua origem. Uma outra origem pretendida para o termo (com ironia), é que ABEND é chamada "abend" porque é o que os operadores de sistemas faziam ao computador na tarde da sexta-feira, quando queriam encerrar o dia de trabalho antes do término do expediente. Em alemão, "Abend" significa "Anoitecer" (representando o início antecipado da folga do fim de semana!). Isto não é verdade.
- ADA — denominada assim em homenagem a Ada Lovelace, que é considerada por muitos como a primeira programadora.
- Apache — o Servidor Apache é o servidor web produzido pela Apache Software Foundation. Originalmente este nome foi escolhido pelo autor apenas por ser um nome atraente. Entretanto, logo foi sugerido que o nome era de fato apropriado, porque seus fundadores começaram a aplicar  várias correções ou remendos ("patches") no código escrito para o concentrador HTTPd da NCSA (National Center for Supercomputing Applications, Universidade de Illinois). O resultado foi o servidor A PatCHy.
- awk — linguagem de programação. O nome é uma sigla dos sobrenomes de seus autores: Alfred V. Aho, Peter J. Weinberger e Brian W. Kernighan.

## B
- Benchmark (computação) — programa para avaliar a performance relativa de um objecto;
- Biblioteca (computação) — coleção de subprogramas;
- Buffer (ciência da computação) — (retentor) região de memória temporária utilizada para escrita e leitura de dados;
- B — B foi criada por Ken Thompson como revisão da linguagem de programação BCPL.
- bit — Claude Shannon usou a palavra bit pela primeira vez num artigo em 1948. O bit de Shannon é um acrônimo para dígito binário. Ele atribui a origem do termo a John W. Tukey.
- Bon — Bon foi criada por Ken Thompson com o nome da sua mulher Bonnie. Todavia, de acordo com uma citação de enciclopédia no manual da Bon, ela foi batizada com o nome de uma religião cujos rituais envolvem murmurar fórmulas mágicas.
- Boot (ou bootstrapping) — a expressão boot (ou "dar o boot" num computador) foi inspirada pela história do Barão de Münchhausen, que alegava ter saído de um pântano puxando pelos cordões das próprias botas.
- Bug —  uma falha num programa de computador que o impede de funcionar corretamente. O termo é geralmente (mas erroneamente) creditado a Grace Hopper. Em 1946, ela trabalhava no Laboratório de Computação da Faculdade de Harvard, onde rastreou um erro no Harvard Mark II até chegar a uma mariposa enredada em um relé. Este inseto (bug, em inglês) foi cuidadosamente removido e colocado no livro de registros. (Ver imagem do bug). Entretanto, o uso da palavra "bug" para descrever defeitos em sistemas mecânicos remonta pelo menos aos anos 1870. Thomas Edison foi um que usou o termo em suas anotações.
- byte — o termo foi criado por Werner Buchholz in 1956 durante a fase inicial de projecto do computador IBM 7030. Ele surgiu mudando-se a palavra bite, para que não fosse soletrada acidentalmente como bit.

## C
- Coleção (computação) — grupo de alguns números de variáveis de itens de dados que têm algum significado compartilhado com o problema;
- Contexto (computação) — (processo, thread) /de tarefa, conjunto de dados mínimo usado por esta tarefa;
- Chave (computação)
  - Computação: num banco de dados é um valor
  - Criptografia: é um valor que deve ser passado para o algoritmo;
- C — Dennis Ritchie criou uma versão melhorada da linguagem de programação B  e começou a chamá-la de New B (Novo B). Mais tarde ele passou a chamar essa nova linguagem de C.
- C++ — uma linguagem de programação orientada por objectos e a sucessora da linguagem de programação C. O criador do C++ Bjarne Stroustrup chamou à sua nova linguagem "C com Classes" e depois "novo C". Por causa disso o C original começou a ser chamado de "velho C" o que foi considerado insultuoso pela comunidade de programadores C. Nesta altura Rick Mascitti sugeriu o nome C++ como um sucessor ao C. Em C o operador '++' incrementa o valor da variável à qual é aplicado, daí C++ iria incrementar o valor de C.
- Cookie — Um pacote de informação que viaja entre um aplicativo navegador de internet (browser) e o servidor web. O termo foi cunhado pelo programador de browsers Lou Montulli aproveitando-se da expressão em inglês "magic cookies" que era usada por programadores Unix.

## D
- Daemon (computação) — numa Unix, programa de computador que roda de forma independente em background;
- Dialeto (computação) — variação ou extensão (relativamente pequena) da linguagem;
- DMZ (computação) — Rede de Perímetro, pequena rede situada entre uma rede confiável e uma não confiável;
- Daemon — um processo que roda num sistema operativo em nível não perceptível pelo usuário (em background). É falsamente considerado um acrônimo para Disk And Execution MONitor (monitoramento de disco e execução). De acordo com a equipe que introduziu o conceito, "o uso da palavra daemon foi inspirada pelo "demônio" da física e da termodinâmica de Maxwell (um agente imaginário que ajudava tipos de moléculas de velocidades diferentes e trabalhava incansavelmente nos bastidores)". Seu uso mais antigo parece ter sido na expressão "daimon de Sócrates", que significava seu "espírito-guia interior; seu gênio", também um equivalente pré-cristão de "anjo da guarda", ou, alternativamente, um semideus (tendo apenas uma conexão etimológica com a palavra "demônio"). O termo foi adotado, e possivelmente popularizado, pelos SOs Unix: vários serviços locais (e mais tarde, na Internet) eram providos por daemons. Isto é exemplificado pelo mascote do BSD, o desenho de John Lasseter que mostra um diabrete amigável (© Marshall Kirk McKusick). Assim, um daemon é algo que trabalha de modo mágico, sem que ninguém tenha de se preocupar muito com isso.[1]
- Debian — uma Distribuição de Linux, a junção do nome do criador do projecto, Ian Murdock e do de sua namorada (agora esposa), Debra (DEB+IAN).
- Dev- Um DEV é uma pessoa que sabe como desenvolver software. Eles também são chamados de: Programadores, coders, engenheiros de software, UX, front, back, fullstack, embarcado, mobile e tantos outros. Um DEV é alguém que estuda ou trabalha com desenvolvimento de software.

## E
- Endpoint Detection and Response (EDR) — detecção e resposta de endpoint;
- Escopo (computação) — contexto delimitado em que os valores e expressões estão associadas;
- Evento (computação) — resultado de uma acção;
- Expressão (computação) — combinação de valores, variáveis, operadores, e chamadas de funções;
- Emacs — um editor de texto, acrónimo para Editor MACroS

## F
- finger — Comando Unix que provê informação sobre os utilizadores conectados num sistema. Les Earnest escreveu o programa finger em 1971 para solucionar a necessidade dos utilizadores que desejavam informações sobre outros usuários na rede. Antes do programa finger, o único modo de obter essa informação era através do programa who que mostrava os códigos (IDs) e números dos terminais dos utilizadores conectados, e as pessoas percorriam então a lista do "who" usando seus… dedos. Earnest batizou seu programa por causa desse conceito.
- Foobar — do acrônimo usado na gíria do Exército dos Estados Unidos, FUBAR

## G
- Generator (ciência da computação) — (gerador) procedimento especial que pode ser usado para controlar iteradores de loops;
- GNU — um projeto com o objetivo de criar um sistema operacional livre. Gnu é também uma espécie do antílope africano. O fundador do projeto GNU, Richard Stallman, gostou do nome por causa do humor associado com sua pronúncia e foi também influenciado pela música infantil The Gnu Song, que é uma canção cantada por um gnu. E também se encaixava com a prática de recorrer a acrônimos com "GNU Não é Unix.
- Google — motor de busca na web. O nome surgiu como uma brincadeira de gabar-se sobre a quantidade de informação que o dispositivo de busca seria capaz de pesquisar. Ele foi originalmente chamado 'Googol', uma palavra para o número representado por 1 seguido por 100 zeros. A palavra foi originalmente inventada por Milton Sirotta, sobrinho do matemático Edward Kasner em 1938 durante uma discussão de números grandes e notação exponencial. Depois que os fundadores — estudantes de graduação em Stanford, Sergey Brin and Larry Page — apresentaram seu projeto para um mecenas, receberam um cheque preenchido para 'Google'!
- Gopher — um protocolo de rede de busca de documentos distribuidos na Internet. A origem do nome considera-se que venha de três pontos: primeiro, que seja "go-for" (buscar a) informação; segundo, é que ele funciona através de uma rede de itens de menus análogos aos buracos de esquilo ("gopher"); e terceiro, que o mascote da Universidade de Minnesota é Goldy, the Gopher.
- grep — um programa da linha de comando do Unix. O nome vem de um comando no editor de texto ed do Unix que tem a forma  g/re/p , que faz uma busca global por uma expressão regular (regular expression em inglês) e imprime (print) as linhas em que forem encontrados resultados. "Grep", assim como "Google", é com frequência usado como verbo na língua inglesa, com o significado de "procurar".
- GT Granting Technology — estudo de código aberto para Arquitetura Customização Pattern e Framework, aperfeiçoamento da arquitetura de software

## H
- Hibernação (computação) — funcionalidade de diversos sistemas operacionais que realizam o armazenamento da memória RAM voláti;
- Hotmail — serviço grátis de e-mail, agora parte do MSN. O fundador Jack Smith teve a ideia de acessar o e-mail pela web de um computador em qualquer lugar do mundo. Quando Sabeer Bhatia surgiu com a estratégia de mercado para o serviço de e-mail, ele tentou todos os tipos de nomes que terminassem em 'mail' e finalmente escolheu hotmail já que incluía as letras "html" — a linguagem de marcação usada nas páginas da web. Ele foi nomeado como HoTMaiL com as letras que se encontravam em HTML como maiúsculas.
- Hardware — Partes físicas de um computador. Em inglês o termo hardware significa ferramenta. Para que um computador funcione são necessários tanto os componentes físicos (placas de memória ou discos rígidos, por exemplo) quanto os programas, que por oposição ao hardware são chamados de Software.

## I
- Inanição (computação) — processo nunca é executado;
- Interface (ciência da computação) — fronteira que define a forma de comunicação entre duas entidades;
- ICQ — comunicador instantâneo. ICQ não é um acrônimo. É uma brincadeira com a expressão "I seek you" ("eu te procuro").

## J
- Jakarta Project — um projeto constituído pela Sun e Apache para criar um servidor web para servlets e JSPs. Jacarta ("Jakarta", em inglês) era o nome da sala de conferência na Sun onde a maioria das reuniões entre a Sun e a Apache ocorreram. É certamente acidental que Jacarta seja o nome de uma grande cidade na ilha de Java.
- Java — Foi originalmente chamada de D, mas a semelhança com uma nota ruim num boletim escolar, fez com que o criador do Java, James Gosling, a renomeasse para Oak (carvalho), pela árvore que ele via através de sua janela. A equipe de programação da Sun teve que procurar outro nome, pois já havia uma linguagem chamada Oak. Java foi o nome selecionado de uma lista de sugestões, principalmente porque é uma gíria para café, especialmente aquele que cresce na ilha de Java. Como os programadores bebiam muito café, este pareceu ser um nome apropriado.

## K
- Kerberos — um protocolo criptográfico de autenticação numa rede de computadores que é usado pelo Windows 2000 e Windows XP como seu método de autenticação padrão. Quando o projeto foi criado pelos programadores do MIT em meados dos anos 1970, procuraram um nome que representasse uma garantia de segurança, e então lhe deram o nome de Kerberos (Cérbero), o mítico cão de três cabeças da Mitologia grega, guardião das portas do Hades. A referência à mitologia grega deve-se principalmente ao fato de que o Kerberos foi desenvolvido como parte do Project Athena.

## L
- Linux — o kernel do sistema operacional GNU/Linux. O criador do Linux, Linus Torvalds, usava originalmente o sistema operacional MINIX em seu computador, mas não gostava dele, e gostava menos ainda do MS-DOS, e portanto começou um projeto para desenvolver um sistema operacional melhor que ambos. Logo, usava o nome Linux (de Linus' Minix — ou o Minix de Linus) para o projeto. Ele considerava o nome egoísta demais, e planejava mudá-lo para Freax (de free + freak + x, ou livre + estranho + x). Seu amigo Ari Lemmke encorajou Linus a disponibilizar o projeto na rede, para que pudesse ser facilmente baixado por outros usuários. Ari deu a Linus um diretório chamado linux em seu servidor de FTP, pois ele não gostava do nome Freax.
- Lisa — Um computador pessoal desenvolvido pela Apple Computer durante o início dos anos 1980. Alguns dizem que é um acrônimo para Local Integrated Software Architecture (Arquitetura de Software Local Integrada), outros que recebeu o nome da filha do co-fundador da Apple, Steve Jobs, e que o acrônimo foi inventado depois para se encaixar no nome, resultando em Let's Invent Some Acronym ("vamos inventar outro acrônimo").
- Lotus Notes — sistema de groupware e email da Lotus Software. O fundador da Lotus, Mitch Kapor, pegou o nome da companhia de The Lotus Position ou Padmasana. Kapor costumava ser professor de técnicas de Meditação transcendental conforme ensinado pelo Maharishi Mahesh Yogi.

## M
- Modelo de computação — em teoria da computabilidade, modelo de computação é a definição de um conjunto de operações que podem ser usadas numa computação;
- Apple Macintosh — computador da Apple Computer. De McIntosh, um tipo popular de maçã. Jef Raskin, um cientista da computação, recebeu o crédito pelo nome.
- Memoização — o processo de modificar automaticamente funções para incluir comportamento de cache. Cunhada por Donald Michie em seu artigo de 1968 Memo Functions and Machine Learning.
- Mozilla — um navegador e sucessor do Netscape Navigator. Quando Marc Andreesen, fundador do Netscape, criou um navegador para substituir o Mosaic, ele foi chamado internamente de Mozilla (de Mosaic-Killer, "o matador do Mosaic", e Godzilla). Quando o código do navegador foi aberto, o nome interno foi continuado publicamente.

## N
- Networking (computação) — literalmente trabalho em rede, atribuição do trabalho de se realizar tarefas em rede;
- Nerd — Um termo coloquial para um usuário de computadores, especialmente obcecado ou que só pensa neles. A grafia antiga do termo é "nurd" e o original é "knurd", mas a pronúncia é a mesma. O termo se originou no Rensselaer Polytechnic Institute no fim dos anos 1940. Estudantes que viviam em festas e raramente estudavam eram chamados  "drunks" (bêbados), enquanto o oposto — estudantes que nunca iam às festas e sempre estudavam eram "knurd" ("drunk" escrito de trás pra frente). O termo também foi (independentemente) usado num livro do Dr. Seuss, e no programa de TV Happy Days, dando-lhe popularidade nacional.
- Novell Netware — Um Sistema Operacional de rede da Novell. "Novell, Inc." originalmente "Novell Data Systems" co-fundada por George Canova. O nome foi sugerido pela esposa de George, que erroneamente pensava que "Novell" significava "novo" em Francês.

## O
- Ontologia (ciência da computação) — modelo de dados que representa um conjunto de conceitos;
- Ordenação (computação) — colocar os elementos de uma sequência de informações, ou dados, em uma ordem predefinida;
- Oracle — um sistema de banco de dados relacional. Larry Ellison, Ed Oates e Bob Miner trabalhavam em um projeto de consultoria para a CIA (Central Intelligence Agency). O codinome para o projeto era Oracle (a CIA o via como um sistema que desse respostas a todas as perguntas ou algo do gênero). O projeto foi desenhado de modo a recém-escrita linguagem de banco de dados SQL, da IBM. O projeto eventualmente terminou, mas eles decidiram terminar o que haviam começado, e trazê-lo ao mundo. Eles mantiveram o nome Oracle e criaram o motor RDBMS.

## P
- Paleta (computação) — subconjunto determinado da gama total de cores;
- Patch (computação) — "remendo"  programa criado para atualizar ou corrigir;
- Parâmetro (ciência da computação) — como uma variável pode ser passada para uma subrotina;
- Palavra (ciência da computação) — (word) unidade natural de informação usada por cada tipo de computador;
- Poda (computação) — (pruning) remoção de partes de uma árvore de decisão;
- Protocolo (ciência da computação) — convenção ou padrão que controla e possibilita uma conexão;
- Pac-man — um video game arcade. O termo vem de paku paku que é uma onomatopeia japonesa para descrever o barulho da mastigação (algo como "chomp chomp" nas HQs). O jogo foi lançado no Japão com o nome de Puck-Man, e nos Estados Unidos como Pac-Man, com o temor de que as crianças pudessem alterar um cartucho do Puck-Man trocando o 'P' por um 'F'.
- Pentium — Microprocessador da Intel. O quinto microprocessador nas séries x86. Teria sido chamado de i586 ou 80586, mas a Intel decidiu denominá-lo Pentium (penta = cinco) após perder uma disputa legal com a AMD pelo registo de trademarks de números ("286", "386", etc.). Segundo a Intel, Pentium subentende um significado "como titânio".
- Perl — linguagem de programação. "Perl" foi originalmente chamado de "pearl" (pérola), tirado de "pearl of great price" (pérola de grande valor) de Mateus,13:46. Larry Wall, o criador do Perl, queria dar à linguagem um nome curto com conotações positivas e dizer que olhou (e rejeitou) todas as palavras de 3 e 4 letras do dicionário. Ele até pensou em usar o nome de sua esposa, Gloria. Antes de lançar a  versão oficial da linguagem, Wall descobriu que já havia outra linguagem de programação chamada "pearl", e mudou a escrita do nome. Embora os manuais originais sugiram os acrônimo Practical Extraction and Report Language e Pathologically Eclectic Rubbish Lister, isso foi colocado apenas como brincadeira.
- PHP — um linguagem de script server-side. Originalmente chamada Personal Home Page Tools pelo seu criador Rasmus Lerdorf, foi reescrita pelos desenvolvedores Zeev Suraski e Andi Gutmans que a deram o nome recursivo PHP Hypertext Preprocessor.
- Pine — cliente de email. Acrônimo para "Program for Internet News & Email" (programa para News e Email da Internet). É também um acrônimo auto-referencial para "Pine Is Not Elm"  — Pine Não é Elm — em referência ao Elm, outro cliente de email
- Ping — ferramenta de redes de computadores usada para detectar hosts. O autor do ping Mike Muuss tirou o nome da ferramenta dos pulsos de som feitos por um sonar chamados de "ping". Mais tarde, Dave Mills disponinbilizou outra expressão para ping, como sendo "Packet InterNet Grouper".
- PKZIP — ferramenta de compressão no formato ZIP. Foi escrita por Phil Katz, o qual juntou suas iniciais com a extensão do arquivo para criar o nome do programa: Phil Katz's ZIP.
- Python — uma linguagem interpretada de script. Levou o nome tirado da série de televisão Monty Python's Flying Circus.

## R
- Recursividade (ciência da computação) — subrotina (função ou método) que pode invocar a si mesma;
- Referência (ciência da computação) — objeto que contém informação que indica dados armazenados;
- Registro (ciência da computação) — composição de uma série de campos que podem ter tipos e tamanhos variados;
- Red Hat Linux — uma distribuição Linux da Red Hat. O fundador da companhia, Marc Ewing, ganhou o boné do time de lacrosse  da Cornell (com listras vermelhas e brancas) enquanto estava na faculdade com seu avô. As pessoas que vinham a ele para resolver seus problemas, se referiam ao mesmo como 'aquele cara de chapéu vermelho'. Ele perdeu o boné e teve que procurar por ele desesperadamente. O manual da versão beta do Red Hat Linux tinha um apelo aos leitores para que devolvessem seu chapéu vermelho (red hat, em inglês) caso alguém o encontrasse!
- RSA —  um algoritmo assimétrico para criptografia de chave pública. Baseado nos sobrenomes dos autores desse algorimo -- Ron Rivest, Adi Shamir e Len Adleman.

## S
- Semáforo (computação) — variável especial protegida que tem como função o controle de acesso;
- Sinal (ciência da computação) — (signal) forma limitada de comunicação entre processos;
- Samba — uma implementação livre do protocolo de rede da Microsoft. O nome samba vem da inserção de duas vogais no nome do protocolo padrão que o sistema de arquivos de rede Microsoft Windows usa, chamado SMB (Server Message Block).
- SCO UNIX — uma versão de UNIX da SCO. A companhia se chamava Santa Cruz Operation e seu escritório ficava em Santa Cruz (Califórnia).
- sed — vem de stream editor (editor de cadeias)
- shareware — conceito criado por Bob Wallace para descrever seu editor de textos PC-Write no início de 1983. Antes dele, Jim Button e Andrew Fluegelman chamavam seu software distribuído de "software apoiado pelo utilizador" e "freeware" respectivamente, mas foi a terminologia de Wallace que prevaleceu.
- Sosumi — um dos sons introduzidos no SO System 7 da Apple Computer em 1991. A Apple Computer tinha um litígio com a Apple Records, a gravadora dos Beatles. Temendo que a habilidade para gravar música pudesse lhes causar mais ações legais, o departamento jurídico da Apple ordenou que um dos sons tivesse seu nome alterado. Foi então que o engenheiro Jim Reekes, responsável pelo Apple Sound Manager, teve a ideia de fazer uma piada infame com a gravadora. Inicialmente, pensou em renomear o som para "Let It Bleep" (uma referência óbvia ao "Let It Be" dos Beatles), mas a obviedade assustou um executivo da Apple Computer, que disse-lhe para não levar a ideia adiante. Reekes então respondeu: "So sue me" ("então me processe") — e descobriu o novo nome. A expressão foi sutilmente mudada para "sosumi", e o departamento jurídico foi informado (por e-mail, e não por correio de voz, onde o nome teria de ser pronunciado, revelando o embuste) de que se tratava de uma palavra japonesa — e que não tinha nenhum significado remotamente musical.
- Spam — mensagens repetitivas e não-solicitadas, tais como e-mail em massa. O termo spam deriva de um "sketch" do grupo Monty Python, que se passa num café onde tudo no menu inclui a carne enlatada SPAM. Enquanto um cliente reclama com o garçom, exigindo algum tipo de comida que não contenha SPAM, um bando de viquingues na mesa ao lado começa a cantar sem parar: "SPAM, SPAM, SPAM, SPAM, SPAM, adorável SPAM, maravilhoso SPAM". Isso acaba de vez com qualquer possibilidade de conversa.

## T
- Thread (ciência da computação) — forma de um processo dividir a si mesmo em duas ou mais tarefas;
- Tipo (ciência da computação) — combinação de valores e de operações;
- Trojan — um programa malicioso disfarçado de "software" legítimo. O termo deriva do mito clássico do Cavalo de Troia. De forma análoga, um "Cavalo de Troia" parece ser inócuo (ou mesmo um presente), mas de facto, é um veículo que torna o computador vulnerável a ataques externos.

## V
- Valor (computação) — sequência de bits, que é interpretada de acordo com alguns tipo de dados;
- Vulnerabilidade (computação) — (bug) significa ter brecha em um sistema computacional;
- Vi — um editor de texto, iniciais de visual, um comando no editor ex que ajudava os utilizadores a mudar do modo visual para o modo ex.
- Vim — um editor de texto, acrônimo de Vi improved (ou "Vi melhorado"), por ter adicionado uma série de características ao editor vi. Todavia, o Vim começou como uma imitação do Vi e foi dito que o nome realmente significava Vi imitation ("imitação do Vi").
- Vírus — um pedaço de código de programa que se dissemina fazendo cópias de si mesmo. O termo vírus foi usado pela primeira vez em papel por Fred Cohen em seu ensaio de 1984 "Experiments with Computer Viruses" ("Experimentos com Vírus de Computador"), onde ele credita Len Adleman por criar a expressão. Embora o uso de vírus por Although Cohen possa ter sido o primeiro uso acadêmico, ele pode ter tido um longo histórico antes disso. Em meados dos anos 1970, um romance de ficção científica de David Gerrold, When H.A.R.L.I.E. was One, inclui a descrição de um programa fictício de computador denominado… VIRUS, e que funcionava exatamente como um vírus informático (e que só podia ser combatido por um programa chamado… ANTICORPO). A expressão "vírus de computador" também aparece na HQ "Uncanny X-Men" No. 158, publicada em 1982.

## X
- X Window System —  um gerenciador de janelas para computadores com telas de bitmap. X deve seu nome ao fato de ser sucessor de um sistema de janelas pré-1983, denominado W (o W Window System). X segue-se a W no alfabeto.

## Y
- Yet another — termo usado no começo do nome de um programa para dizer que já há existem vários semelhantes
- Yahoo! — portal e diretório da Web. A história oficial do site Yahoo diz que o nome é um acrônimo de "Yet Another Hierarchical Officious Oracle" ("Um Outro Oráculo Oficioso Hierárquico"), mas alguns relembram que em seus primeiros dias (em meados dos anos 1990), quando o Yahoo! vivia num servidor denominado akebono.stanford.edu, a expressão significava "Yet Another Hierarchical Object Organizer" ("Um Outro Organizador Hierárquico de Objetos"). A palavra "Yahoo" foi inventada originalmente por Jonathan Swift e usada em seu livro As Viagens de Gulliver. Ela representa uma pessoa que é repulsiva em atos e aparência, e mal pode ser descrita como humana. Os fundadores do Yahoo!, Jerry Yang and David Filo escolheram o nome porque se consideravam yahoos.

## W
- WIMP (computação) — estilo de interação de elementos;
- Wiki ou WikiWiki — uma coleção de documentos em hipertexto ou o sistema cooperativo usado para criá-lo. Assim batizado por Ward Cunningham, o criador do conceito wiki, que pegou emprestado o nome dos ônibus expressos "wiki wiki" (ou "rápido") no Aeroporto de Honolulu. Wiki wiki foi a primeira expressão havaiana que ele aprendeu em sua primeira visita às ilhas. Um atendente no aeroporto recomendou-lhe que pegasse o ônibus "wiki wiki" para se deslocar entre os terminais.
- Worm —  um programa auto-replicável, similar a um vírus. O nome "worm" foi tirado de um romance de ficção científica dos anos 1970, The Shockwave Rider, escrito por John Brunner. O livro descreve programas como "tapeworms" ("tênias"), que se espalham através de uma rede com o objetivo de apagar dados. Pesquisadores que escreviam um artigo preliminar sobre experimentos em computação distribuída, notaram as similaridades entre seu software e o programa descrito por Brunner, e adotaram o nome.

## Z
- Zip — um formato de ficheiro agora também empregado como verbo ("zipar") significando comprimir. O formato de ficheiro foi criado por Phil Katz, e o nome foi dado por seu amigo Robert Mahoney. A ferramenta de compressão que Phil Katz criou era chamada de PKZIP. Zip significa "veloz", e eles queriam sugerir que seu produto seria mais rápido do que o ARC e outros formatos de compressão desta época